# Pimienta (Honduras)
Pimienta es un municipio del departamento de Cortés en la República de Honduras. pueblo de infieles.  

## Toponimia
Su nombre proviene de la abundancia de árboles de pimiento.

## Límites
| Orientación | Límite                           |
| ----------- | -------------------------------- |
| Norte       | Municipio de San Manuel, Cortés  |
| Norte       | Municipio de Villanueva, Cortés  |
| Sur         | Municipio de Potrerillos, Cortés |
| Este        | Municipio de El Progreso, Yoro   |
| Oeste       | Municipio de Villanueva, Cortés  |

## Geografía
El municipio está ubicado al pie del cerro lo que le permite tener una superficie semi-plana.
Pimienta Informa Pho-Fim

## Flora y fauna
En el municipio existe bosque tropical seco y latifoliado como roble, pino, mango, laurel, guanijiquil, ceibo entre otros existe una diversidad de plantas ornamentales y una gran cantidad de plantas medicinales, en cuanto a la vida silvestre en el municipio se encuentras serpientes  como el coral cascabel, bejuquillo, boa existen también conejos, guatusas, ardillas, cusucos, tacuacines y otros.

## Clima
En el municipio predomina el clima cálido la mayor parte del año siendo los meses más caluros de marzo a junio.

## Historia
En 1879, Pimienta era un pequeño, núcleo de viviendas a la margen del Río Ulúa.
En 1887, en el Censo de 1887, Primienta era una aldea del municipio de Villanueva.
En 1895, en el Censo de 1895, Pimienta era un caserío que pertenecía al municipio de Potrerillos.
En 1927 (10 de enero), el municipio de Pimienta fue creado. En la administración del Presidente Miguel Paz Barahona.

## Economía

### Agricultura
- Banano
- Aguacate
- Cítricos
- Caña de azúcar
- Tabaco

### Ganadería
- Bovino
- Porcino
- Patos
- Conejos

## División Política
Aldeas: 2 (2013)
Caseríos: 29 (2013)
| Código | Aldea    |
| ------ | -------- |
| 050401 | Pimienta |
| 050402 | Santiago |